# 2009年最高裁判所裁判官国民審査
2009年最高裁判所裁判官国民審査（2009ねんさいこうさいばんしょさいばんかんこくみんしんさ）は、2009年（平成21年）8月30日に第45回衆議院議員総選挙と共に執行された最高裁判所裁判官国民審査。

## 概要
9人の最高裁判所裁判官に対して国民審査が行われ、全員罷免しないとされた。投票率は66.82%となり、1990年以来となる高投票率となった。
国民審査の直前には『「一人一票」の実現のために最高裁裁判官に対する国民審査権を行使しよう!』との全面意見広告が「一人一票実現国民会議」によって主要新聞紙朝刊に掲載され、その中には。那須弘平と涌井紀夫が2007年最高裁判決において定数不均衡を合憲と判断したことを特に取り上げ、「一票の不平等に反対のあなたは、（中略）2人の裁判官に反対の×印を付ける国民審査権を持っています」としていた。
投票率が高くなったことにより、全体的に罷免を可とする率が下がった。宮川光治の罷免を可とする率6.00%は棄権が認められていなかった第1回（1949年）を除いて最低の罷免を可とする率の記録となった。

## 国民審査の結果
| 裁判官   | 罷免を可とする票 | 罷免を可としない票 | 罷免を可とする率 |
| -------- | ---------------- | ------------------ | ---------------- |
| 櫻井龍子 | 4,656,462        | 62,282,623         | 6.96%            |
| 竹内行夫 | 4,495,571        | 62,443,553         | 6.72%            |
| 涌井紀夫 | 5,176,090        | 61,763,059         | 7.73%            |
| 田原睦夫 | 4,364,116        | 62,575,038         | 6.52%            |
| 金築誠志 | 4,311,693        | 62,627,434         | 6.44%            |
| 那須弘平 | 4,988,562        | 61,950,605         | 7.45%            |
| 竹﨑博允 | 4,184,902        | 62,754,264         | 6.25%            |
| 近藤崇晴 | 4,103,537        | 62,835,628         | 6.13%            |
| 宮川光治 | 4,014,158        | 62,925,016         | 6.00%            |

## 最高裁判決における裁判官の意見
2009年8月30日までの最高裁判決における意見（意見が分かれたものに限定）。
| 判決日        | 裁判                                 | 桜井 龍子 | 竹内 行夫 | 涌井 紀夫 | 田原 睦夫     | 金築 誠志 | 那須 弘平 | 竹﨑 博允 | 近藤 崇晴 | 宮川 光治 |
| ------------- | ------------------------------------ | --------- | --------- | --------- | ------------- | --------- | --------- | --------- | --------- | --------- |
| 2006年10月4日 | 2004年参院選の一票の格差（5.13倍）   |           |           |           |               |           | 合憲      |           |           |           |
| 2007年6月13日 | 2005年衆院選の一票の格差（2.17倍）   |           |           | 合憲      | 違憲 選挙無効 |           | 合憲      |           |           |           |
| 2007年2月27日 | 日野「君が代」伴奏拒否訴訟の憲法判断 |           |           | 合憲      |               |           | 合憲      |           |           |           |
| 2007年9月18日 | 広島市暴走族追放条例事件の憲法判断   |           |           |           | 違憲          |           | 合憲      |           | 合憲      |           |
| 2008年6月4日  | 婚外子国籍訴訟の憲法判断             |           |           | 違憲      | 違憲          |           | 違憲      |           | 違憲      |           |